# Adrian Pfahl
Adrian Pfahl (ur. 30 lipca 1982 w Bietigheim-Bissingen), niemiecki piłkarz ręczny, reprezentant kraju, rozgrywający. Obecnie występuje w Bundeslidze, w drużynie VfL Gummersbach.

## Sukcesy
- Puchar EHF:
  -  2009
- Puchar Zdobywców Pucharów:
  -  2010, 2011